# 本田家吉
本田 家吉（もとだ いえよし）は、戦国時代の武将。尼子氏の家臣。

## 生涯
はじめ、出雲国の戦国大名・尼子晴久に仕える。
主に内政にその手腕を見せ、主君・晴久が中国地方の大大名として地位を確立した際に出雲国奉行衆に任ぜられる。これは尼子宗家の専制を強化するための組織であり、多くは富田衆と呼ばれる尼子氏直臣が任ぜられるなかでの抜擢であった。
天文年間に発行された大半の奉行人連署書状に「本田豊前守家吉」の名が佐世清宗や立原幸隆などの重臣と並んで見られたことから、高い地位に位置されていたとみられる。「尼子分限帳」では、御手廻り衆として備中国内に14,453石を給していたと記されている。
また、主君・晴久から信頼されていたらしく、嫡男・義久の守役に任命されており、天文23年（1554年）11月の新宮党粛清や永禄9年（1565年）1月の宇山久兼誅殺の際には実行者として参加したと軍記物には記されている。
永禄8年（1565年）から始まる毛利氏との月山富田城の戦いでは月山富田城内に留まって戦うが、永禄9年（1566年）11月21日に尼子義久が毛利元就に降伏し、大名としての尼子氏は滅亡。主君が安芸国長田へ護送されると嫡男の勝利や弟の太郎左衛門尉らと共に同行が許され、後に同地にて病死した。家吉の死去の時期については、尼子義久が天正17年（1589年）に幽閉を解かれて安芸国長田を離れているため、永禄9年（1566年）から天正17年（1589年）までの間と考えられる。
なお、「尼子家旧記」によると嫡男の勝利は後に不義により因幡国において病死、弟の太郎左衛門尉は出雲国において死去、太郎左衛門尉の子である与一や一族の四郎兵衛は病死したと記されている。